# Andīzeh
Andīzeh (persiska: اندیزه) är en ort i Iran.   Den ligger i provinsen Västazarbaijan, i den nordvästra delen av landet, 600 km väster om huvudstaden Teheran. Andīzeh ligger 1 461 meter över havet och antalet invånare är 876.
Terrängen runt Andīzeh är huvudsakligen kuperad, men söderut är den platt.Runt Andīzeh är det ganska glesbefolkat, med 48 invånare per kvadratkilometer. Närmaste större samhälle är Piranshahr, 15,6 km sydväst om Andīzeh. Trakten runt Andīzeh består till största delen av jordbruksmark.